# 800 mètres masculin aux championnats du monde d'athlétisme en salle 2024
Pour un article plus général, voir Championnats du monde d'athlétisme en salle 2024.
Navigation
2022 2025
L'épreuve du 800 mètres masculin des championnats du monde en salle de 2024 se déroule du 1er au 3 mars 2024 dans l'Emirates Arena de Glasgow, en Écosse.

## Résultats

### Séries
Les 2 premiers de chaque série (Q) et les 2 meilleurs temps (q) se qualifient pour les demi-finales
| Rang | Série | Couloir | Athlète                | Pays             | Temps   | Notes |
| ---- | ----- | ------- | ---------------------- | ---------------- | ------- | ----- |
| 1    | 5     | 6       | Mariano García         | Espagne          | 1:45.81 | Q     |
| 2    | 5     | 4       | Isaiah Harris          | États-Unis       | 1:46.12 | Q     |
| 3    | 2     | 6       | Bryce Hoppel           | États-Unis       | 1:46.15 | Q     |
| 4    | 5     | 5       | Benjamin Robert        | France           | 1:46.16 | q     |
| 5    | 4     | 5       | Mohamed Attaoui        | Espagne          | 1:46.20 | Q     |
| 6    | 4     | 6       | Andreas Kramer         | Suède            | 1:46.21 | Q     |
| 7    | 2     | 5       | Abdelati El Guesse     | Maroc            | 1:46.29 | Q     |
| 8    | 4     | 4       | Tibo De Smet           | Belgique         | 1:46.34 | q     |
| 9    | 1     | 4       | Mohamed Ali Gouaned    | Algérie          | 1:46.49 | Q     |
| 10   | 5     | 3       | Ryan Clarke            | Pays-Bas         | 1:46.69 |       |
| 11   | 1     | 5       | Tshepiso Masalela      | Botswana         | 1:46.76 | Q     |
| 12   | 3     | 6       | Eliott Crestan         | Belgique         | 1:46.79 | Q     |
| 13   | 1     | 3       | Collins Kipruto        | Kenya            | 1:46.89 |       |
| 14   | 2     | 4       | Noah Kibet             | Kenya            | 1:46.90 |       |
| 15   | 3     | 5       | Catalin Tecuceanu      | Italie           | 1:47.07 | Q     |
| 16   | 2     | 3       | Francesco Pernici      | Italie           | 1:47.38 |       |
| 17   | 1     | 2       | James Preston          | Nouvelle-Zélande | 1:47.59 | NR    |
| 18   | 4     | 3       | Jakub Dudycha          | Tchéquie         | 1:47.81 |       |
| 19   | 3     | 1       | Balázs Vindics         | Hongrie          | 1:47.83 |       |
| 20   | 1     | 6       | Mateusz Borkowski      | Pologne          | 1:48.07 |       |
| 21   | 2     | 2       | Edose Ibadin           | Nigeria          | 1:48.21 |       |
| 22   | 5     | 2       | Filip Šnejdr           | Tchéquie         | 1:48.30 |       |
| 23   | 3     | 4       | John Rivera            | Porto Rico       | 1:48.44 |       |
| 24   | 3     | 2       | Husain Mohsin Al-Farsi | Oman             | 1:48.47 | NR    |
| 25   | 4     | 1       | Efrem Mekonnen         | Éthiopie         | 1:49.71 |       |
| 26   | 3     | 3       | Eduardo Ribeiro        | Brésil           | 1:49.74 |       |
| 27   | 4     | 2       | Marino Bloudek         | Croatie          | 1:49.97 |       |

### Demi-finales
Les 3 premiers de chaque série (Q) se qualifient pour la finale.
| Rang | Série | Couloir | Athlète             | Pays       | Temps   | Notes |
| ---- | ----- | ------- | ------------------- | ---------- | ------- | ----- |
| 1    | 2     | 6       | Bryce Hoppel        | États-Unis | 1:45.08 | Q, PB |
| 2    | 2     | 4       | Eliott Crestan      | Belgique   | 1:45.08 | Q, PB |
| 3    | 2     | 5       | Benjamin Robert     | France     | 1:45.28 | Q, PB |
| 4    | 2     | 2       | Abdelati El Guesse  | Maroc      | 1:45.45 |       |
| 5    | 2     | 3       | Mohamed Attaoui     | Espagne    | 1:45.68 |       |
| 6    | 1     | 4       | Mariano García      | Espagne    | 1:47.83 | Q     |
| 7    | 1     | 5       | Catalin Tecuceanu   | Italie     | 1:48.13 | Q     |
| 8    | 1     | 3       | Andreas Kramer      | Suède      | 1:48.14 | Q     |
| 9    | 1     | 2       | Isaiah Harris       | États-Unis | 1:48.18 |       |
| 10   | 1     | 6       | Tshepiso Masalela   | Botswana   | 1:48.44 |       |
| 11   | 1     | 1       | Tibo De Smet        | Belgique   | 1:48.47 |       |
|      | 2     | 1       | Mohamed Ali Gouaned | Algérie    | DNF     |       |

### Finale
| Rang               | Couloir | Athlète           | Pays       | Temps   | Notes |
| ------------------ | ------- | ----------------- | ---------- | ------- | ----- |
| Médaille d'or      | 6       | Bryce Hoppel      | États-Unis | 1:44.92 | WL    |
| Médaille d'argent  | 3       | Andreas Kramer    | Suède      | 1:45.27 | SB    |
| Médaille de bronze | 2       | Eliott Crestan    | Belgique   | 1:45.32 |       |
| 4                  | 4       | Cătălin Tecuceanu | Italie     | 1:46.39 |       |
| 5                  | 1       | Mariano García    | Espagne    | 1:48.77 |       |
|                    | 5       | Benjamin Robert   | France     | DQ      |       |

## Légende
Records et Performances
- AR : Record continental (area record)
- CR : Record des championnats (championship record)
- MR : Record du meeting (meet record)
- NR : Record national (national record)
- OR : Record olympique (olympic record)
- PR : Record paralympique (paralympic record)
- PB : Record personnel (personal best)
- SB : Meilleure performance personnelle de la saison (season's best)
- WL : Meilleure performance mondiale de l'année (world leader)
- WJR : Record du monde junior (world junior record)
- WR : Record du monde (world record)

Circonstances et Conditions
- DNF : N'a pas terminé (did not finish)
- DNS : N'a pas pris le départ (did not start)
- DQ : Disqualification (disqualification)
- NM : Aucun essai valable enregistré (No Mark)
- Q : Qualifié « directement » au prochain tour (ou à la prochaine compétition), lors d'une compétition majeure, grâce au classement ou à la réalisation des minima (automatic qualifier)
- q : Qualifié au prochain tour (ou à la prochaine compétition), lors d'une compétition majeure, grâce au repêchage ou à la réalisation de l'une des meilleures performances parmi celles des « non qualifiés directement » (grâce au meilleur temps ou à la meilleure distance par exemple) (secondary qualifier)